# Dora and Friends
Dora and Friends (engelsk: Dora and Friends: Into the City!) er en amerikansk flash-animeret børne-tv-serie, der kørte på Nickelodeon og Nick Jr. fra 2014 til 2017. Den blev skabt af Chris Gifford og Valerie Walsh Valdes. Det er en efterfølger til Dora Udforskeren, der følger Dora som 10-årig pige. I Danmark blev det sendt på Nickelodeon og Nick Jr..